# 브라이스 푸르니에

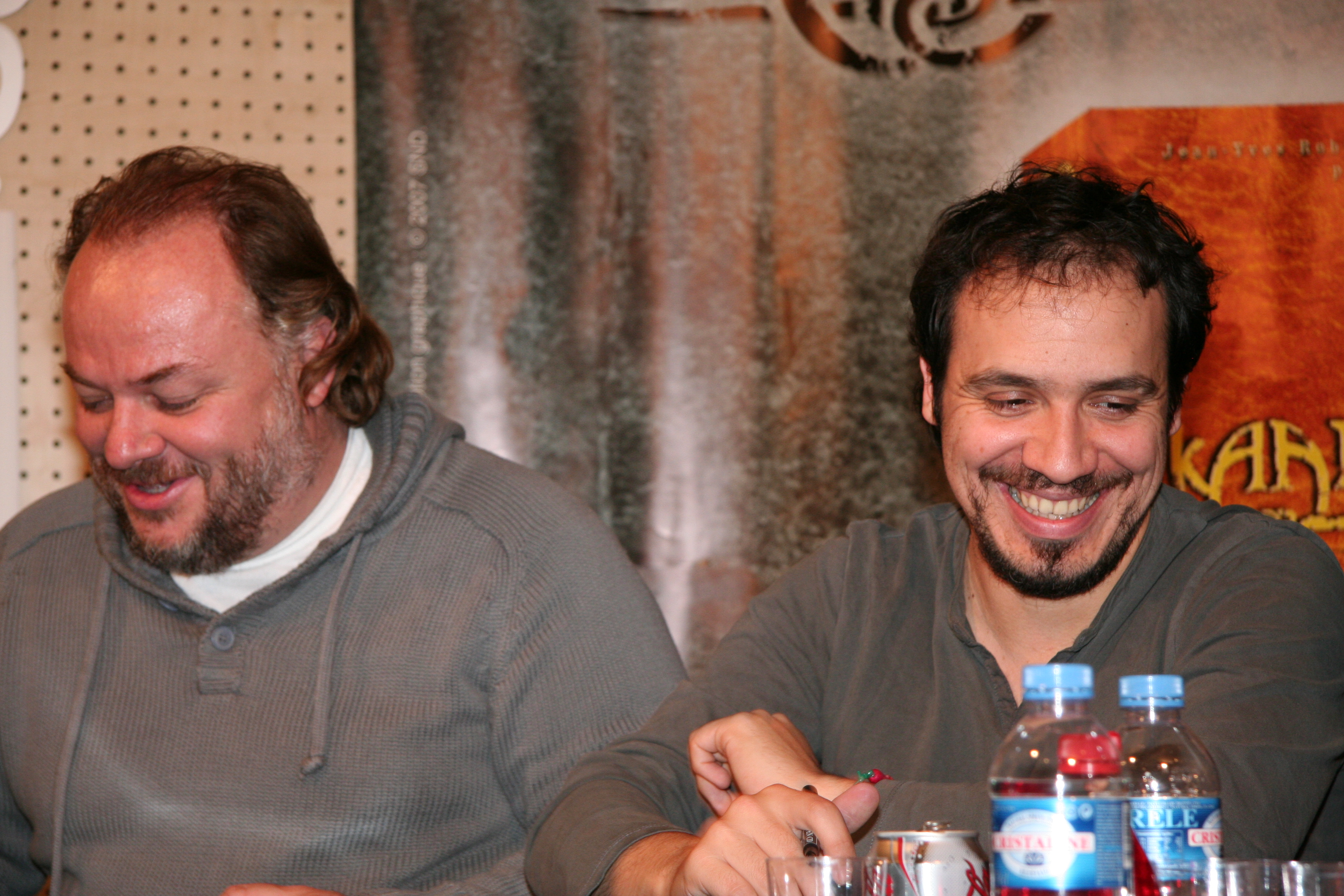

브라이스 푸르니에(Brice Fournier, 1966년 7월 20일 ~ )는 프랑스의 배우, 텔레비전 배우이다.
리옹에서 태어났다.

## 영화
- 엘리제궁의 요리사 (2012년)
- 사라진 기억 (2012년) - 토마스 역
- Q - 섹스힐링 (2011년)
- 미니스터 (2010년)
- 더 팩 (2010년)
- 포인트 블랭크 (2010년) - 마코니 역
- 비기닝 (2009년) - 루이 역